# Metropolitan Bank and Trust Company
Metropolitan Bank and Trust Company відомий також як Metrobank — філіппінський комерційний банк, заснований в 1962, другий за величиною банк Філіппін. 

## Історія
Компанія заснована 5 вересня 1962 в Манілі. На початку 1970-х банк відкриває перший філіал за межами Філіппін, у столиці Республіки Китай Тайбеї. 
У квітні 1977 «Metrobank» отримав ліцензію на здійснення операцій з іноземною валютою. У цьому ж році відкривається новий головний офіс банку в Макаті, а загальне число філій досягає 100. 
З 21 серпня 1981 починає працювати як універсальний банк. До вересня 1982 число філій банку сягає 200. 
Банк першим серед філіппінських компаній почав здійснювати операції в юанях та відкрив філію на території КНР . 
Останнім часом мережа компанії включає в себе більше 800 філій у всьому світі, з них 557 філій на території Філіппін і 32 зарубіжних філії. 